# Zapoljarnyj
Zapoljarnyj (anche traslitterata come Zapolyarny; russo: Заполя́рный) è una cittadina della Russia europea settentrionale, situata nella penisola di Kola, compresa amministrativamente nell'oblast' di Murmansk (distretto di Pečenga); si trova a brevissima distanza dal confine con la Norvegia.
Fondata nel 1956 con il nome di Ždanovsk (Жда́новск), ottenne status di città e nome attuale sette anni più tardi.
Zapoljarnyj si trova a brevissima distanza dal punto in cui i sovietici, nel 1970, iniziarono il tentativo di perforazione (Pozzo superprofondo di Kola, in russo Кольская сверхглубокая скважина, Kol'skaja sverchglubokaja skvažina) della crosta terrestre con l'intento di scendere alla maggior profondità raggiungibile, arrivando a 12.262 metri di profondità.

## Società

### Evoluzione demografica
Fonte: mojgorod.ru
- 1959: 6.200
- 1970: 22.100
- 1989: 23.600
- 2002: 18.640
- 2007: 18.200